# شايق
شايق هي قرية في مقاطعة سرعين، إيران. يقدر عدد سكانها بـ 670 نسمة بحسب إحصاء 2016.